# Verzögertes Neutron
Verzögerte Neutronen sind Neutronen, die bei der Spaltung eines Atomkerns nicht als prompte Neutronen (d. h. innerhalb von etwa 10−14 s), sondern wesentlich später (nach Millisekunden bis Minuten) freigesetzt werden. Sie machen nur etwa 1 % oder weniger der insgesamt freigesetzten Neutronen aus, sind aber entscheidend für die Regelbarkeit von Kernreaktoren.

## Erklärung
Die Spaltfragmente einer Kernspaltung sind wegen ihres großen Neutronenüberschusses sehr instabil und wandeln sich durch Ketten aufeinanderfolgender Beta-minus-Zerfälle schrittweise in stabilere Nuklide um. Ein solcher Zerfall führt im Tochterkern in einigen Fällen zu einem Anregungszustand, der oberhalb der Bindungsenergie eines Neutrons liegt und daher sofort durch Neutronenemission weiter zerfällt; diese Neutronen erscheinen daher mit der Halbwertszeit des betreffenden Betazerfalls und wesentlich später als die ursprüngliche Kernspaltung.

### Rechnerische Beschreibung
Für praktische Berechnungen lässt sich die zeitliche Verteilung der verzögerten Neutronen angenähert beschreiben durch sechs Zeitgruppen mit jeweils anderer Halbwertszeit. Die Halbwertszeiten und die Ausbeute in jeder Gruppe hängen etwas vom gespaltenen Nuklid und von der Energie des die Spaltung auslösenden Neutrons ab. Für die Spaltung von U-235 durch ein thermisches Neutron gilt:
| Gruppe | Halbwertszeit (s) | Anteil (Prozent aller emittierten Neutronen) |
| ------ | ----------------- | -------------------------------------------- |
| 1      | 55,90             | 0,0221                                       |
| 2      | 22,73             | 0,1467                                       |
| 3      | 6,25              | 0,1313                                       |
| 4      | 2,30              | 0,2647                                       |
| 5      | 0,608             | 0,0771                                       |
| 6      | 0,230             | 0,0281                                       |

Die Summe der Anteile beträgt für diesen in der Praxis wichtigsten Spaltungsfall 0,67 % aller Neutronen.

### Energiespektrum
Die verzögerten Neutronen werden einzeln in Übergängen zwischen diskreten Kernzuständen emittiert. Ihr Energiespektrum (alle Zeitgruppen zusammengenommen) lässt sich trotzdem grob wie das der prompten Neutronen durch eine Maxwell-Verteilung darstellen. Allerdings ist es erheblich weicher. Die mittlere Energie beträgt nur ca. 0,45 MeV.

## Bedeutung für Kernreaktoren
Nur dank den verzögerten Neutronen kann ein Kernreaktor mit technischen Mitteln sicher im verzögert kritischen Betriebszustand gehalten werden. Die Zeitskala der Emission der prompten Neutronen, um die 10−14 s, ist für technische Regeleingriffe viel zu kurz.
Während die verzögerten Neutronen bei Uran-235 0,67 % ausmachen, beträgt ihr Anteil bei Plutonium-239 nur 0,22 %. Daher ist in Brutreaktoren und auch bei der Zumischung von MOX-Brennelementen in Leichtwasserreaktoren der Abstand zwischen den Zuständen verzögert kritisch und  prompt kritisch kleiner und erfordert eine feinere Steuerung.